# Hipofisação
Com Hipofisação é denominada uma técnica usada na reprodução artificial de peixes que visa a otimização da produção de peixes em escala comercial. Além disso, a técnica garante uma maior taxa de sobrevivência, quando comparadas com as condições naturais na qual os peixes se reproduzem. A técnica é baseada na desova por indução em peixes migradores, a partir da aplicação de hormônios naturais presentes na hipófise de peixes maduros.
O método foi inventado pelo zoólogo e biólogo brasileiro Rodolpho von Ihering, considerado o pai da piscicultura no Brasil, que publicou em 1936 os primeiros resultados aprimorados dos seus estudos iniciados nos anos 20. Paralelamente, o fisiologista argentino Bernardo Houssay (Nobel de Fisiologia ou Medicina de 1947) publicou a obra Actión sexual de la hipófisis en los peces y reptiles (1930).

## Literatura
- Von Ihering R, Azevedo P: A desova e a hipofisação dos peixes. Evolução de dois Nematognathas. Arch Inst. Biol, v.7, p.107-18, 1936
- Houssay BA. Actión sexual de la hipófisis en los peces y reptiles. Rev Soc Arg Biol, v.6, p.686-688, 1930